# 巨乳をビジネスにした男
『巨乳をビジネスにした男』（きょにゅうをビジネスにしたおとこ）は、2007年5月19日公開の日本映画。
イエローキャブの野田義治の半生がモデルである。講談社WebマガジンサイトMouRa連載の大下英治の同名原作小説を映画化した。

## キャスト
- 遠藤憲一[1][2][6] - 芸能プロダクション「ソレイユエンターテインメント」代表 野村義宏 役（野田義治がモデル）
- 浜田翔子[1][2][6] - 若林恵子 役（かとうれいこがモデル）
- 小阪由佳[1][2][6] - 堀川しおり 役（堀江しのぶがモデル）
- 福永ちな[1][2][6]
- 鷲巣あやの[1][2][6]
- 坂上香織[1][2][6] - 「ソレイユエンターテインメント」副社長 小森みゆき 役
- 中倉健太郎[1][2][6]
- 高田宏太郎[1][2][6]
- 大堀こういち[1][2][6]
- 庄司哲郎[1][2][6]
- 中山弟吾朗
- 小倉優子[1][2]

## スタッフ
- 製作 - 小林正人[1][2]
- 監督 - 渡辺武[1][2][6]
- 原作 - 大下英治「巨乳をビジネスにした男」（講談社MOURAにて連載）[2]
- プロデューサー - 伊藤秀裕、山本英之[1][2]
- 脚本 - 友松直之[1][2][6]
- 撮影 - 小松原茂[1][2][6]
- 照明 - 三善章誉[1][2]
- 美術 - 岩本一成[1][2][6]
- 録音 - 吉田憲義[1][2]
- 編集 - 太田義則[1]
- 助監督 - 明山智[2]
- 音楽 - トルステンラッシュ[1][6][5]
- キャスティングプロデューサー - 河野優
- 制作・配給 - エクセレントフィルム
- 製作 - GPミュージアムソフト